# Gardner Pinnacles
Gardner Pinnacles (haw. ‘Ōnūnui, ‘Ōnūiki, także Pūhāhonu) – dwie małe, skaliste wyspy leżące w archipelagu Hawajów, w grupie Północno-Zachodnich Wysp Hawajskich. Administracyjnie należą do stanu Hawaje w Stanach Zjednoczonych. Są bezludne.

## Geografia

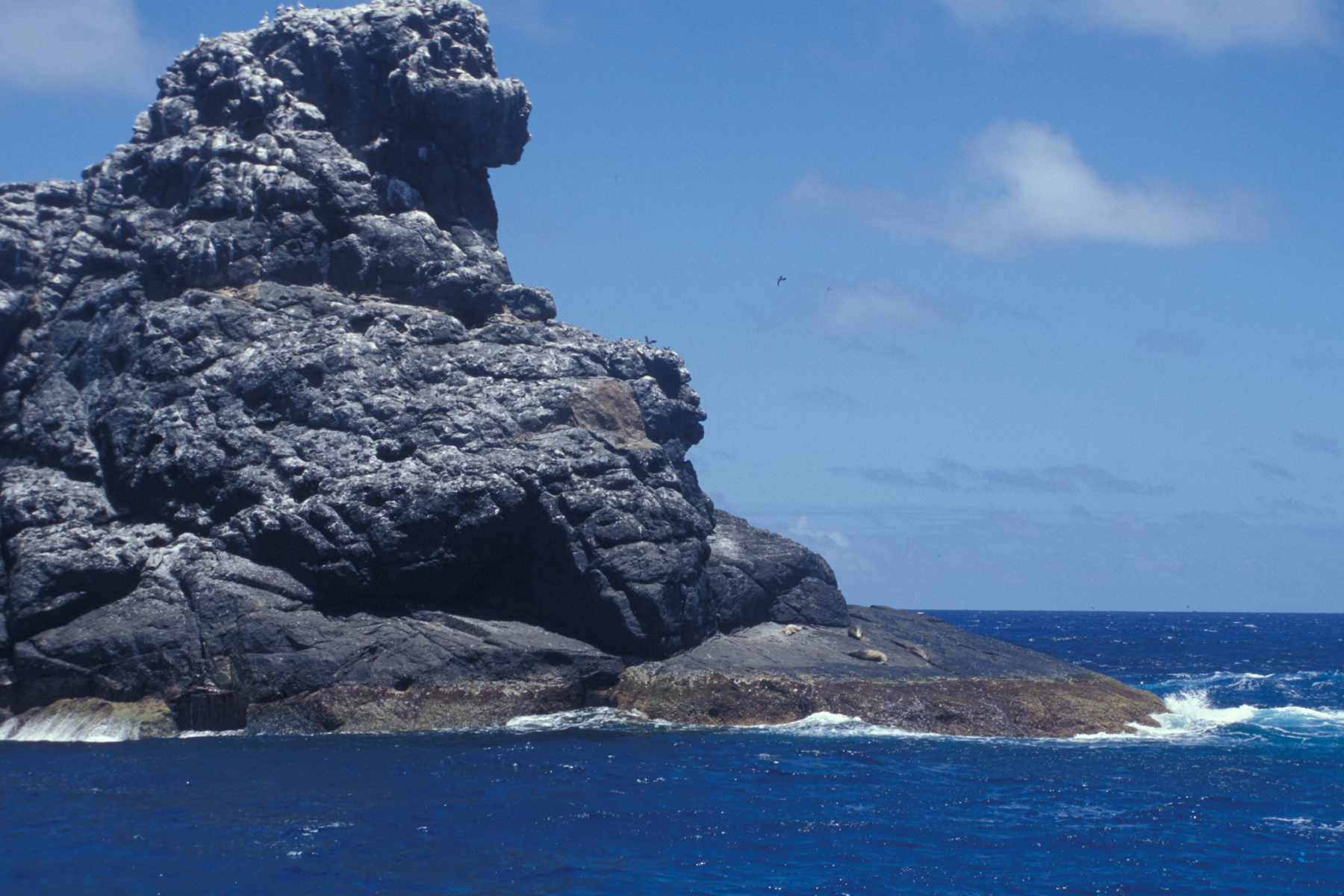
Mniszki hawajskie na skalistym brzegu

Gardner Pinnacles to para skalistych wysepek, z których większa wznosi się 54,8 m ponad poziom morza i ma średnicę ok. 180 metrów. Mają one łączną powierzchnię ok. 5 akrów (0,02 km²), otaczają je rafy koralowe zajmujące powierzchnię 2428 km², głównie położone w głębokiej wodzie.

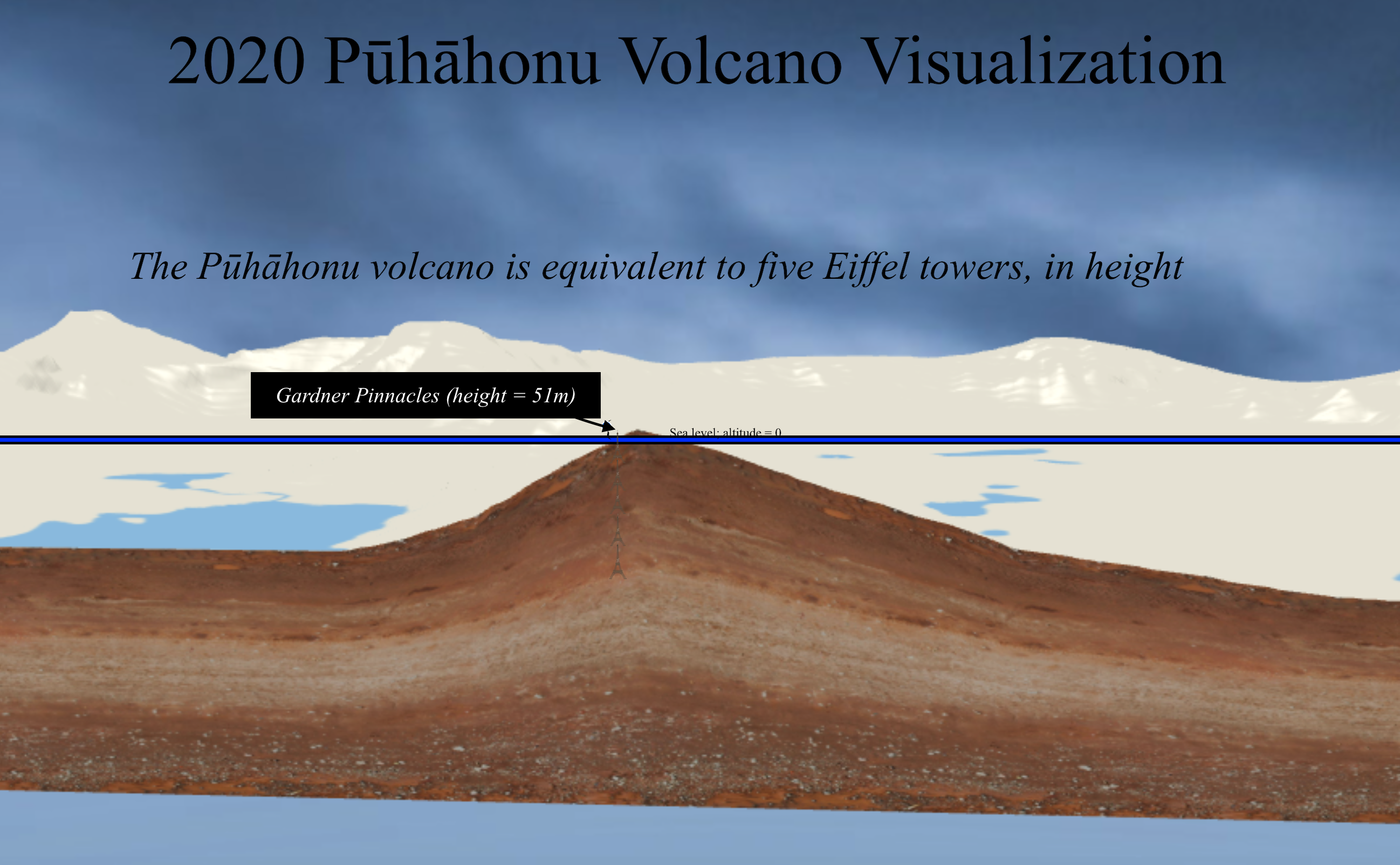
Przekrój wulkanu, z którego nad powierzchnię wystają tylko skały Gardner Pinnacles

Bazaltowe skały Gardner Pinnacles są pozostałością dawnego wulkanu tarczowego, który wygasł i uległ erozji. Jest to najstarsza i położona najdalej na zachód wciąż wynurzona wyspa wulkaniczna w archipelagu (leżące dalej wyspy tworzą koralowce, które obrosły szczyty zerodowanych, zatopionych wulkanów). Datowanie metodą potasowo-argonową pozwoliło stwierdzić, że wulkan był aktywny 15,8 miliona lat temu (miocen). Jego kopuła wznosi się 4500 m ponad dno oceaniczne. W 2020 roku badacze stwierdzili, że z objętością 150 000 km³ jest to największy wulkan na świecie; ma znacznie większą objętość niż czynny hawajski wulkan Mauna Loa (83 000 km³). Jedynie 1/3 tej objętości wznosi się ponad obecny poziom dna oceanicznego; skorupa ziemska ugięła się pod ciężarem law i zapadła o kilkaset metrów, a podnóże wulkanu pokryły osady wyerodowane z okolic szczytu. Tak wielka objętość wskazuje, że hawajska plama gorąca zmienia swoją aktywność w czasie. Przez pewien czas za największy wulkan tarczowy świata był uznawany podmorski masyw Tamu na Pacyfiku, ale obecnie uważa się, że powstał on ponad dawnym grzbietem śródoceanicznym.
Skały Gardner Pinnacles są objęte ochroną prawną jako część Papahānaumokuākea Marine National Monument.

## Historia
Nie ma archeologicznych świadectw bytności ludzi na Gardner Pinnacles, ale w tradycji ustnej zachowały się opowieści świadczące o tym, że rdzenni Hawajczycy wiedzieli o istnieniu Północno-Zachodnich Wysp Hawajskich. Kulturowo były one uznawane za krainy przodków, nieprzeznaczone dla żyjących. Badacze kultury hawajskiej powiązali Gardner Pinnacles z nazwami ‘Ōnūnui i ‘Ōnūiki, oznaczającymi odpowiednio „duży” i „mały wzgórek”. Są to jedyne formy terenu w łańcuchu Północno-Zachodnich Wysp Hawajskich, do których pasują te określenia. Nazwy te są także wariantami słów Ununui i Unuiki, oznaczających „duży” i „mały ołtarz”, co może oznaczać symboliczną rolę, jaką pełnią w przywoływaniu deszczów z północnego zachodu. Późniejsza hawajska nazwa Pūhāhonu oznacza „żółwia morskiego wynurzającego się, by zaczerpnąć powietrza”.
Gardner Pinnacles naniósł na mapy i nazwał w 1820 roku Joseph Allen, wielorybnik z Nantucket.

## Przyroda

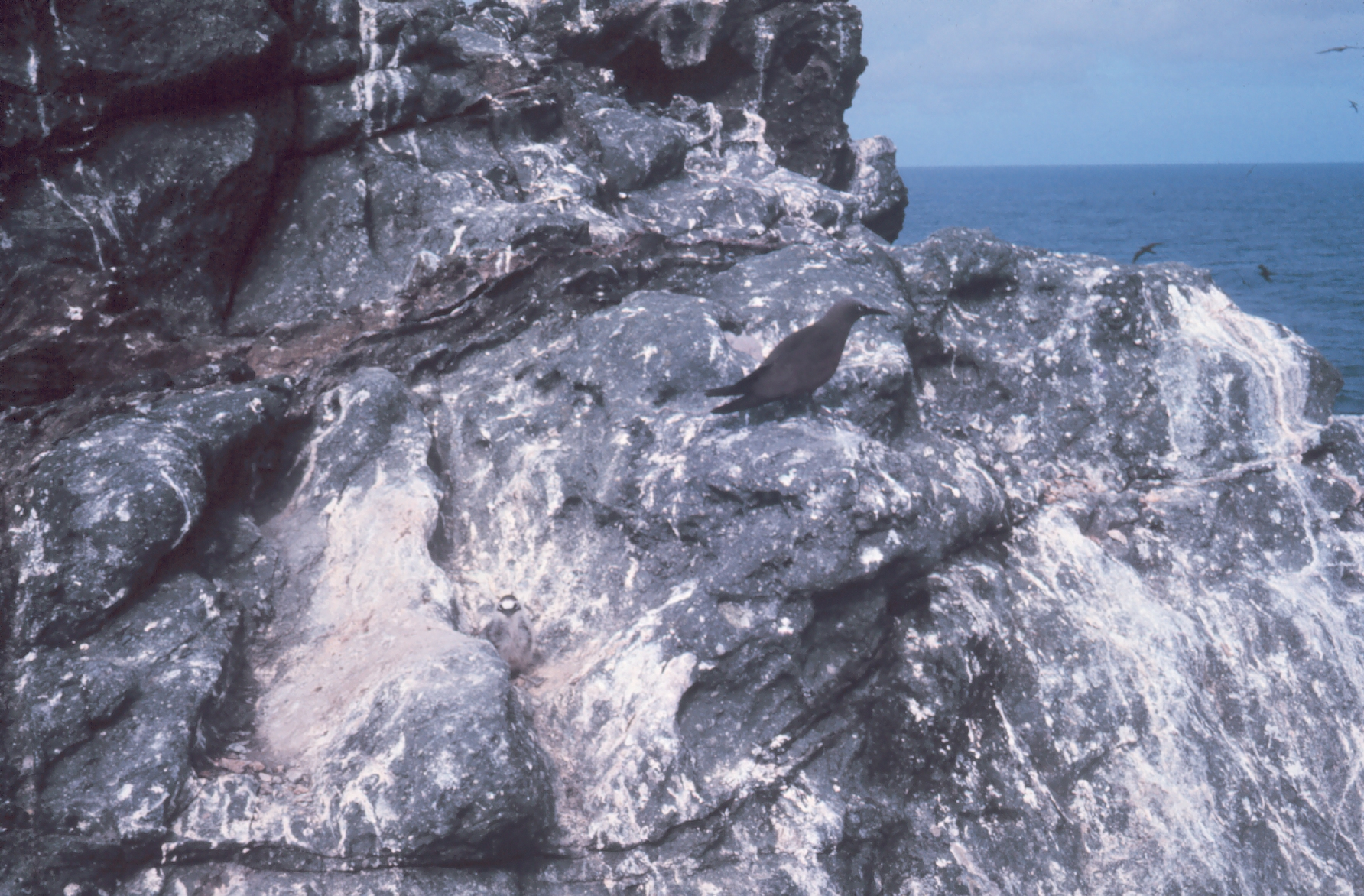
Skały pokryte guanem

Rafy wokół Gardner Pinnacles są miejscem życia 124 gatunków ryb, w tym gatunków spotykanych w wodach głównych wysp Hawajów, ale nie pośród Północno-Zachodnich Wysp Hawajskich. Rośnie tu 27 gatunków korali madreporowych, prawie dwukrotnie więcej niż w pobliżu podobnych bazaltowych wysp Nihoa i Necker Island. Strefa międzypływowa obfituje w endemiczne skałoczepy, Cellana talcosa, których populacje w innych częściach archipelagu zostały znacznie zubożone przez nadmierny połów.
Mały rozmiar skał sprawia, że rośnie tu tylko jeden gatunek rośliny lądowej, Portulaca lutea i żyją różnorodne stawonogi, wśród których są pająki, roztocze, ćmy, pareczniki, muchówki, chrząszcze, równonogi i skorki. Gardner Pinnacles są też miejscem rozrodu i odpoczynku wielu ptaków morskich, których guano sprawia, że skały sprawiają wrażenie „ośnieżonych”. Zaobserwowano tu 19 gatunków ptaków, z których gniazduje 12, wśród nich rzadka rybołówka polinezyjska.